# 葛广彪
葛广彪（1961年11月—），男，山东济南人，中华人民共和国外交官，曾任中华人民共和国驻名古屋总领事。

## 生平
1984年8月，毕业于武汉大学，进入中华人民共和国外交部工作，先后在驻日本大使馆、外交部亚洲司任职，后任外交部亚洲司参赞兼外交部处理日本遗弃在华化学武器问题办公室主任。2005年，任驻大阪总领事馆副总领事。2006年，任驻日本大使馆参赞。2010年，任外交部参赞。2012年，挂职河北省沧州市副市长。2014年1月，出任中华人民共和国驻名古屋总领事。2016年8月，自驻名古屋总领事离任。